# Blabbermouth.net
Blabbermouth.net ist eine Website, die Nachrichten aus dem Bereich des Metal und Hard Rock, sowie Alben- und DVD-Reviews liefert. Blabbermouth.net wurde von Borivoj Krgin im März 2000 gegründet und ging im Oktober desselben Jahres online. Das Plattenlabel Roadrunner Records hostete es im Dezember 2001.
Benutzer können Kommentare zu ausgewählten Nachrichtenartikeln und Albenreviews schreiben, entweder als Antwort auf andere Kommentare oder direkt auf den Artikel. Blabbermouth.net, von der London Free Press als „verlässliche Industrie- und Fanseite“ beschrieben, ist eine vielzitierte Quelle im Bereich Metal und Hard Rock.

## Geschichte
Im Januar oder Februar 2000 kam es in Krgins Heimatstadt New York City zu einem Treffen zwischen Krgin, dessen Bekannten Robert Kampf (Geschäftsführer von Century Media Records) und Gunter Ford, Geschäftsführer der Künstleragentur World Management. Während des Treffens regte Ford die Idee eines „Heavy-Metal-Portals“ an, einer Website, die Nachrichten, Merchandising und CD-Reviews anbieten würde, um Plattenlabels den Verkauf ihrer Produkte über die Website zu vereinfachen. Ford wollte, dass Kampf mitmacht. Krgin mochte die Idee nicht, er wollte stattdessen eine Website, die rund um die Uhr Nachrichten anbietet, da er davon überzeugt war, dass es keine guten Nachrichtenseiten gab.
Krgin begann zwei Monate nach dem Treffen damit, die Website zu entwickeln. Nach einem Jahr stellte er sie online. Die erste Version der Seite wurde am 3. März 2000 gestartet, im Oktober überredete Monte Conner, ein Freund Krgins und ein A&R für Roadrunner Records, ihn dazu, die Seite von den Servern des Labels aus zu betreiben. Auf diese Weise könne sich Krgin mehr auf den Inhalt als auf die technischen Aspekte konzentrieren. In diesem Monat wurde Blabbermouth.net dann offiziell gestartet.

## Kritik
Blabbermouth.net wurde von Musikern und der Musikindustrie als Troll-Website und für seine Nachrichten, die nicht direkt etwas mit Metal oder Hard Rock zu tun haben, kritisiert. Dies war z. B. der Fall bei Artikeln über Gene Simmons, Tommy Lee und Fred Durst. Krgin sagte, er poste diese Artikel um humorvolle Kommentare der Benutzer anzuregen, und als eine Erleichterung der ständigen Monotonie der Neuigkeiten im Albenbereich. Besonders über Durst erschienen Artikel, nachdem er anscheinend über die Anzahl der weiblichen Prominenten, mit denen er geschlafen hatte, gelogen hatte:

“he was doing a good job of keeping himself in the press all the time. Ultimately, the media overexposure contributed to his band's diminished record sales with their most recent album, and the downward spiral is sure to carry over into the next album cycle. In the end, no one will give a shit about [whom] Fred is sleeping with or not sleeping with, and that fate, for someone like Fred Durst, will be worse than death.”

„er schaffte es gut, sich die ganze Zeit in der Presse zu halten. Letztlich führte dieser Umgang mit den Medien dazu, dass seine Band schlechtere Verkaufszahlen mit ihren letzten Alben erzielte, und diese Abwärtsspirale wird sich mit dem nächsten Album sicher fortsetzen. Am Ende wird sich niemand mehr dafür interessieren, mit [wem] Fred schläft oder nicht, und dieses Schicksal ist, für jemanden wie Fred Durst, schlimmer als der Tod.“

Simmons reagierte, indem er Blabbermouth.net antwortete, es sei „der Grund, warum ich morgens aufstehe, und ja, ich schlafe auf einer Matratze, die mit 100-Dollar-Scheinen gefüllt ist.“ Lee antwortete in seinem Blog; „Wenn man sich die Postings anschaut, sieht man schwachsinnige Kommentare von vielen, denen nie ein Kind im Swimmingpool ertrunken ist“ und bezeichnete die Benutzer als „richtig scheiße.“
Im September 2006 gab Krgin bekannt, die Kommentare aussortiert und eine Moderation eingeführt zu haben. Davor habe es „zahllose missbräuchliche, obszöne, diffamierende, rassistische, homophobe und bedrohliche“ Kommentare gegeben.

## Verkehr
Blabbermouth.net wird von mehr als einer Million Menschen pro Monat besucht, im Schnitt hat es 80.000 (laut WebTrends), oder zwischen 70.000 und 75.000 (laut Google Analytics) individuelle Besucher pro Tag. Der Tag mit dem höchsten Besucheraufkommen mit mehr als 200.000 Besuchern in 24 Stunden war der Tag nach Peter Steeles Tod, der 15. April 2010. Das zweithöchste Besucheraufkommen wurde nach der Ermordung von Dimebag Darrell am 9. Dezember 2004 mit mehr als 150.000 Besuchern erreicht.
Blabbermouth.net befindet sich laut Alexa auf Rang 29.897 der meistbesuchten Websites.
Diese Zahl betrifft aber nur die Besucher von www.blabbermouth.net, die aber nur einen kleinen Anteil am Traffic ausmacht.
Im April 2010 hatte Blabbermouth.net circa 90.000 registrierte Benutzer.

## Anerkennung
Blabbermouth.net, von der London Free Press als „verlässliche Industrie- und Fanseite“ beschrieben, ist eine anerkannte Autorität für Metal und Hard Rock. Die Website wurde schon von der London Free Press, dem New Musical Express, MTV.com, der Toronto Sun, the Baltic News Service, der St. Petersburg Times, News.com.au, and OC Weekly zitiert.